# Ameylia Saad Wu
Ameylia Saad Wu est une soprano, harpiste, compositrice et arrangeuse réunionnaise.
Elle est la fille du romancier et mathématicien libanais Michel Saad.

## Biographie
Née d'une mère chinoise réunionnaise et d'un père libanais, Ameylia grandit à La Réunion.
Vers l'âge de cinq ans, elle découvre le dessin animé La Petite Sirène des Studios TOEI et son héroïne Marina jouant de la harpe dans les mers et sur terre. S'identifiant à cette sirène et son destin dramatique, passionnée par l'univers du conte, elle souhaite dès lors commencer la harpe. Son vœu prendra vie trois ans plus tard, à l'arrivée sur l'île de la harpiste Agnès Corré-Godart. Cette enseignante permettra une diffusion de cet instrument alors méconnu sur l'île, grâce à ses arrangements autour de la musique créole et ses collaborations avec des musiciens locaux tels que Ti'Fock. à de nombreux concerts dans des lieux historiques tels le musée de Villèle et la Chapelle pointue. Les émissions télévisées de l'époque telles que RFO ou Fil Rouge feront de nombreux reportages d'elle et de ses élèves.
Après son baccalauréat, Ameylia partagera sa vie entre la France et l’Italie le temps de ses études. Elle obtient la licence de Musicologie à l’Université de Provence, les diplômes de 3e et 4e cycles de harpe classique (CFEM), de harpe celtique (CFEM, DEM) et de chant lyrique (CFEM, DEM, Perfectionnement, Diploma di Canto) au Conservatoire Darius Milhaud d’Aix-en-Provence, au Conservatoire National de Région de Marseille et au Conservatoire Verdi de Milan.
Par la suite, récompensée lors de concours internationaux, elle est invitée en tant que soprano et harpiste à de nombreux festivals et événements culturels en Europe et au Moyen-Orient.
Imprégnée par ses origines insulaires, orientales et asiatiques, toujours inspirée par le personnage légendaire de la sirène, les contes et les mythologies du monde, elle crée par sa voix et sa harpe celtique une musique poétique et évocatrice, imprégnée des influences néoclassiques, contemporaines, world et celtiques.
Ameylia joue souvent en concerts solo chant et harpe mais participe parfois à des orchestres éphémères. 
Souhaitant avoir son propre projet de musique d'ensemble, elle crée son trio Keynoad en ouvrant son univers aux polyinstrumentistes Christian « Kiane » Fromentin et Nicola Marinoni, spécialistes des musiques du monde et de théâtre. Leur univers fusion aboutira sur de nombreux concerts et l'opus 2 d'Ameylia « Moires et Mouvances », autour de ses mises en musique et de leurs arrangements autour des poésies de son père extraites du recueil « Moires du Sahara », éditions Edilivre.
Ameylia est une habituée de la télévision depuis son enfance et apprécie d'être interviewée. 
Candidate au concours « The Voice Arabia » saison 5 sur trois étapes, elle se distingue aux auditions à l’aveugle, les 4 coachs se retournant sur sa prestation mêlant “The Mummers’ dance” de Loreena McKennitt et “le 5e Élément” de Éric Serra. Elle choisira le chanteur libanais Ragheb Alama pour continuer cette aventure sur l'étape des Capella puis des Battles avec la chanson « The war is over » de Sarah Brightman.
Son parcours est relaté dans l’ouvrage « Les Libanais dans le Monde » de Roberto Khatlab, éditions Dar Saer Al Mashrek.
Ameylia reçoit le Trophée de l’Association Culturelle Chinoise Réunionnaise pour l’ensemble de son travail d’artiste réunionnaise d’origine chinoise. 

## Distinctions
2019
- Prix « Voix Lyrique de La Réunion », concours « les Voix des Outre-Mer »[6]
- The Voice Arabia, 3 étapes[7]

2015
- Trophée de l'Association Culturelle Chinoise de La Réunion

2013
- Prix du Public au Concours International de Chant lyrique de Canari-Corse[8]

2009
- 3e prix au concours international de harpe celtique Jakez François à Nantes

2005
- 1er Prix de harpe celtique en honneur à l’UFAM de Paris
- 1er Prix de harpe celtique en honneur au concours artistique d’Epinal

2004
- 1er Prix de harpe celtique en supérieur à l’UFAM de Paris

2003
- 2e prix de chant niveau Supérieur au concours Léopold Bellan

1997
- 1er prix de poésie, concours de la Jeunesse Sainte-Annoise, publication dans le recueil 'Les ailes du vent' ed. Azalées (épuisé)

## Discographie
- The dreamer’s dances, solo chant et harpe[9]
- Moires et Mouvances, trio Keynoad, poésies Michel Saad[9]
- Flowery Waters, solo chant et harpe[9]

## Collaborations
- Les Éclats de l’eau, Serge Folie (Thésée Création) - harpe & chant
- Je suis le fou, Philippe Séranne (Pom pomme) - harpe[9]
- Pulcinella, Igor Stravinsky (Bayerische Rundfunk) - soprano solo
- Seclusion, Penumbra (Season of Mist) - soprano